# Самнер (Міссісіпі)
Самнер (англ. Sumner) — місто (англ. town) в США, в окрузі Таллагачі штату Міссісіпі. Населення — 278 осіб (2020).

## Географія
Самнер розташований за координатами 33°58′10″ пн. ш. 90°22′9″ зх. д. / 33.96944° пн. ш. 90.36917° зх. д. (33.969317, -90.369275).  За даними Бюро перепису населення США в 2010 році місто мало площу 1,42 км², уся площа — суходіл.

## Демографія
Згідно з переписом 2010 року, у місті мешкало 316 осіб у 126 домогосподарствах у складі 89 родин. Густота населення становила 222 особи/км².  Було 151 помешкання (106/км²).
Расовий склад населення:
| - 68,4 % — білих - 30,4 % — чорних або афроамериканців - 1,3 % — азіатів |

До двох чи більше рас належало 0,0 %. Частка іспаномовних становила 0,3 % від усіх жителів.
За віковим діапазоном населення розподілялося таким чином: 20,6 % — особи молодші 18 років, 60,4 % — особи у віці 18—64 років, 19,0 % — особи у віці 65 років та старші. Медіана віку мешканця становила 47,0 року. На 100 осіб жіночої статі у місті припадало 90,4 чоловіків;  на 100 жінок у віці від 18 років та старших — 88,7 чоловіків також старших 18 років.
Середній дохід на одне домашнє господарство  становив 68 657 доларів США (медіана — 64 375), а середній дохід на одну сім'ю — 74 108 доларів (медіана — 74 063). За межею бідності перебувало 15,5 % осіб, у тому числі 14,7 % дітей у віці до 18 років та 22,2 % осіб у віці 65 років та старших.
Цивільне працевлаштоване населення становило 126 осіб. Основні галузі зайнятості: освіта, охорона здоров'я та соціальна допомога — 35,7 %, сільське господарство, лісництво, риболовля — 19,0 %, мистецтво, розваги та відпочинок — 9,5 %, роздрібна торгівля — 8,7 %.